# 李中汉
李中汉（英語：Stephen Lee，1956年11月24日—），出生于美国，祖籍苏州。美籍华裔化学家，现为康奈尔大学教授。

## 生平
李中汉1978年获耶鲁大学学士学位，1985年获芝加哥大学博士学位。后在密歇根大学任教，1993年起出任助理教授。1994年获麦克阿瑟奖。1995年曾以访问学者的身份赴康奈尔大学。1999年起他正式加盟康奈尔大学，获聘为化学与化学生物学系终身教授。

## 家庭
他是诺贝尔物理学奖得主李政道之次子，其兄为历史学家李中清。